# 伊奈東
伊奈東（いなひがし）は、茨城県つくばみらい市にある地名。郵便番号は300-2308。
　

## 地理
つくばみらい市の中部に位置する。合併前までの旧地名は伊奈町大字勘兵衛新田であったが、住民発議により谷和原村との合併と同時に大字名が変更された。30年以上前から存在する住宅地で、旧伊奈町の中では中心地域であった谷井田の次に世帯数の多い住宅地であったが、つくばエクスプレス沿線開発に伴う宅地開発の影響で小張に抜かれている。（ただし、小張の一部は陽光台、紫峰ヶ丘に含まれる）
東は狸穴、西は小張、南は板橋、北は高岡・小島新田と接している。北・東・西の方角は3ヶ所（下記の施設の項目参照）のゴルフ場に囲まれている立地の中に住宅が多く存在する地域である。

### 地価
住宅地の地価は、2017年（平成29年）1月1日の公示地価によれば、伊奈東字伊奈東33番58の地点で2万5100円/m2となっている。

## 地名の由来
合併前の旧伊奈町の町名である「伊奈」と、旧伊奈町内の方角の「東」から。

## 町名の変遷
| 実施後 | 実施年月日      | 実施前（各町名ともその一部） |
| ------ | --------------- | ---------------------------- |
| 伊奈東 | 平成18年3月27日 | 大字勘兵衛新田               |

## 世帯数と人口
2017年（平成29年）8月1日現在の世帯数と人口は以下の通りである。
| 大字   | 世帯数    | 人口    |
| ------ | --------- | ------- |
| 伊奈東 | 1,314世帯 | 3,191人 |

## 交通
つくばみらい市コミュニティバス「みらい号」が地域内を走っている。隣の板橋地区内を走る、つくば市谷田部地区・常磐線取手駅を結ぶ路線バスも利用可能である。
「板橋」を参照
コミュニティバス
地域内には｢勘兵衛新田児童公園入口」、「伊奈東中央」、「伊奈東自治会館前」、「伊奈東北」の4つの停留所がある。
| 系統 | 主要経由地                                                    | 行先           | 運行会社 |
| --- | ------------------------------------------------------------- | -------------- | -------- |
| 東（右） | 板橋小学校前・きらくやまふれあいの丘・伊奈庁舎・紫峰ヶ丘5丁目 | 循環みらい平駅 | ■関鉄    |
| 東（左） | 伊奈庁舎・板橋小学校前・きらくやまふれあいの丘・紫峰ヶ丘5丁目 | 循環みらい平駅 | ■関鉄    |
| 備考 - 循環は循環路線 - 東（右）は、つくばみらい市コミュニティバスの系統。東は東ルート、（右）は右回りを意味する。 |                                                               |                |          |

最寄駅はみらい平駅で、地区内から2-3km離れている。

## 小・中学校の学区
市立小・中学校に通う場合、学区は以下の通りとなる。
| 番地 | 小学校                     | 中学校                       |
| ---- | -------------------------- | ---------------------------- |
| 全域 | つくばみらい市立板橋小学校 | つくばみらい市立伊奈東中学校 |

## 施設
- 勘兵衛新田児童公園
- 勘兵衛新田自治会館
- 筑波カントリークラブ（東の方角の高岡に所在）
- 常陽カントリークラブ （北の方角の小島新田に所在）
- 茨城ゴルフ倶楽部 （西の方角の小島新田に所在）